# Monte di Pietà vecchio
Il Monte di Pietà vecchio è un palazzo situato in Piazza della Loggia a Brescia, risalente alla fine del XV secolo.

## Storia
Il palazzo viene costruito tra il 1484 e il 1489 su progetto dell'architetto Filippo Grassi in eleganti linee rinascimentali di ispirazione veneta.
Un secolo dopo viene ampliato con la costruzione del Monte di Pietà nuovo, che vi si innesta ad est mediante una finta loggetta di chiaro gusto tardo cinquecentesco.

## Descrizione

Il fronte sulla piazza della Loggia

Il palazzo si compone di due corpi di fabbrica identici, dal prospetto molto semplice diviso su tre registri, collegati tra loro da una breve galleria a due navate sormontata da una loggetta in stile veneziano. Quest'ultima si compone di sette piccole arcate scandite da sottili colonnine con un balconcino traforato aperto sull'arco centrale. Al di sotto si sviluppa una fascia marcapiano con scudi araldici, mentre al di sopra uno spesso cornicione con formelle decorate con motivi a candelabra chiude il prospetto della loggetta. Al centro di quest'ultimo è collocata, entro una nicchia, una statua dell'epoca raffigurante la personificazione della Giustizia.
La galleria sottostante, che un tempo si immetteva nel quartiere delle Pescherie, punta oggi verso piazza della Vittoria dopo la demolizione e riqualificazione dell'area operata nella prima metà del XX secolo.
Il fronte sulla piazza e le pareti della galleria centrale sono impreziositi da iscrizioni e reperti archeologici di epoca romana, recuperati durante i cantieri che interessarono l'area tra il XV e il XVI secolo e qui murati a costituire il primo lapidario civico, il più antico del mondo nel suo genere.